# Эль-Хиджаз (горная цепь)
Эль-Хиджаз (араб. جبال الحجاز‎) — горный хребет на территории одноимённого историко-географического региона в западной части Саудовской Аравии. Прилегает к восточному побережью Красного моря.

## Географическое описание
В западной части Аравийского полуострова расположены две горных цепи — эль-Хиджаз — в северо-западной его части и эль-Асир — в юго-западной, пространство между которыми заполняет ущелье, берущее начало в центральной части пустыни Тихама, которая в свою очередь находится на береговой слабонаклонной равнине. Высочайшая вершина эль-Хиджаза — 2100 м, само же ущелье находится на высоте 600 м над уровнем моря.
Восточные склоны цепи довольно пологи. Недалеко от родников, в районе ряда вади, существуют оазисы, подпитывающихся случайными кратковременными ливнями.
Разработка полезных ископаемых
На территории горной цепи, на пути из Мекки в Медину, расположено урочище Махд-ад-Дхахаб, название которого в переводе с арабского языка означает «колыбель золота». На данный момент представляет собой единственное разрабатываемое месторождение золота на Аравийском полуострове.

### Кувейтская река
По преданию, именно в эль-Хиджазе берёт начало река Пишон, входящая в число четырёх притоков реки для орошения рая. В результате исследования, проведённого американским археологом латышского происхождения Юрисом Заринсом, было установлено, что Эдем находится на северном побережье Персидского залива, в районе Кувейта.
Гидроним «Кувейтская река» дал пересыхающей Эр-Румма и её продолжению Эль-Батин, выходившему в Персидский залив, известный американский исследователь космического пространства арабского происхождения Фарук Эль-Баз. Она несла свои воды в северо-восточном направлении, ныне занятом пустыней; протяжённость реки составляла 970 км. Считается, что Пишон («Кувейтская река») пересох 2500 — 3000 лет назад, а вместе с ним подвергся опустыниванию и весь Хиджаз.